# Errazquin
Errazquin (Errazkin en euskera y oficialmente) es un concejo perteneciente al municipio de Larráun, situado en la Comunidad Foral de Navarra (España) a 45 km de la capital, Pamplona. Su población en 2014 es de 77 habitantes (INE).

## Geografía física
La localidad de Errazquin está situada en la parte occidental del valle de Larráun a una altitud 432 de m s. n. m. Su término concejil tiene una superficie de 4,82 km² y limita al norte con el concejo de Albiasu, al sur con la Sierra de Aralar, al este con el concejo de Baráibar y al oeste con el municipio de Betelu.

## Demografía

### Evolución de la población
| Gráfica de evolución demográfica de Errazquin entre 2000 y 2010 |
|                                                                 |
| Datos según el nomenclátor publicado por el INE.                |

### Distribución de la población
El concejo se divide en los siguientes entidades de población, según el nomenclátor de población publicado por el INE (Instituto Nacional de Estadística). Los datos de población se refieren a 2014. 
| Entidad de Población | Población (2014) |
| -------------------- | ---------------- |
| Errazquin            | 77               |
| Señorío de Eraso     | 0                |

## Monumentos y lugares de interés

### Monumentos religiosos
- Parroquia de San Martín: Reconstruida entre 1798 y 1801

## Fiestas
En torno al 6 de agosto